# Magdaléna Dobromila Rettigová

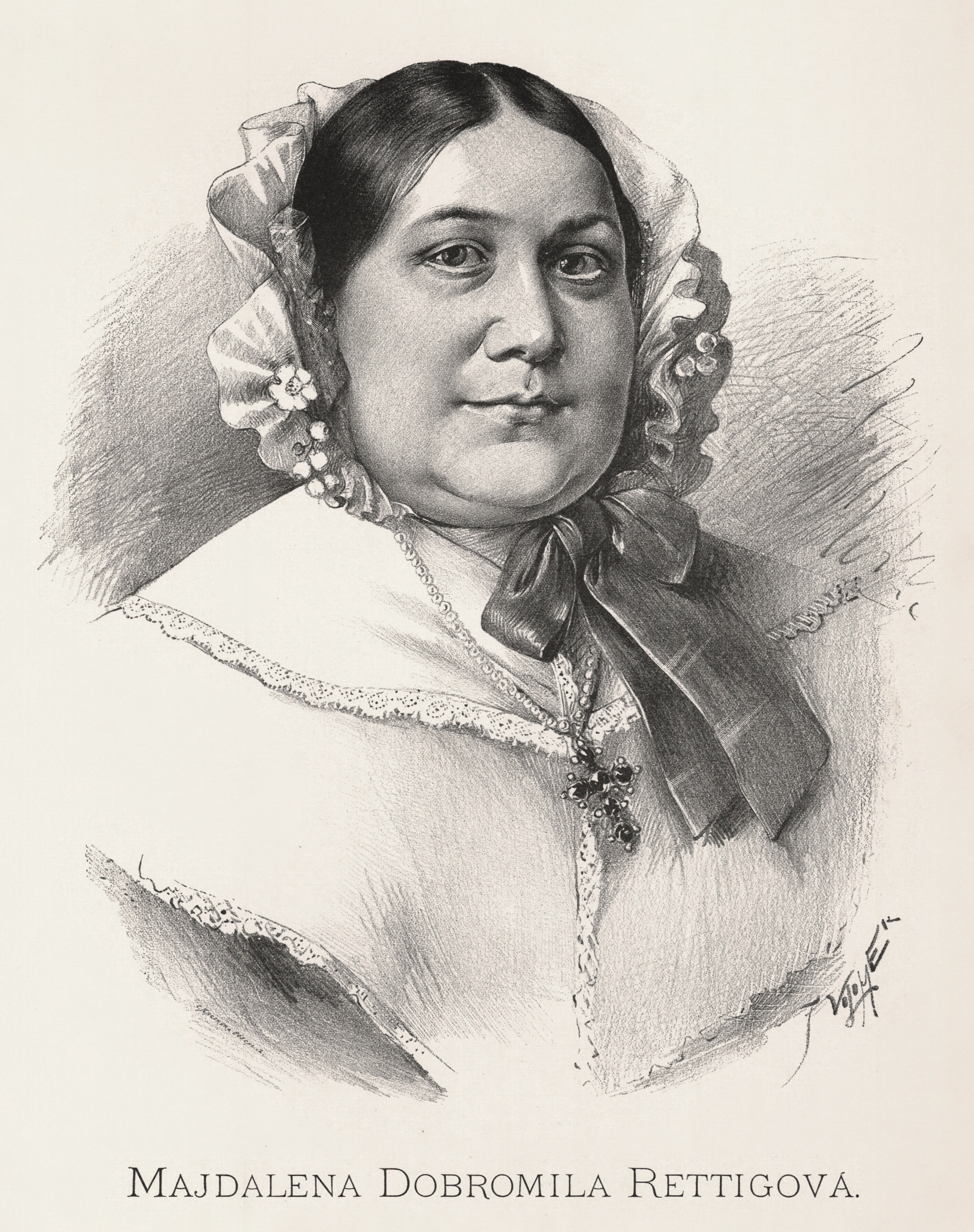
Jan Vilímek: Magdalena Dobromila Rettigová

Magdalena Dobromila Rettigová (* 31. Januar 1785 in Všeradice, Böhmen; † 5. August 1845 in Litomyšl) war eine tschechische Schriftstellerin und Vertreterin der tschechischen Nationalbewegung.

## Leben
Die Tochter eines Deutschböhmen, des Burggrafen von Všeradice, Franz Artmann, hatte einige Geschwister, die jedoch früh starben. So wuchs sie unter der Obhut ihrer Mutter auf, die ihr bis zum fünften Lebensjahr das Lesen und Schreiben beibrachte. Der Freund des Hauses, Eugenikus Frank, einst Erzieher beim Grafen von Kaunitz, vermittelte ihr auch einen tiefen Glauben und brachte sie dazu, Gebetbücher für junge Mädchen zu schreiben. Das ruhig, aber auch einsam verlaufende Leben Magdalenas wurde durch den Tod ihres Vaters 1792 unterbrochen. Ihre Mutter wurde gezwungen, nach Pilsen umzuziehen, und das zehnjährige Mädchen besuchte das erste Mal die Schule. Sie war eine begeisterte Leserin, schrieb Erzählungen ihrer Mitschüler auf, die zum Teil vom Land kamen, und interessierte sich vor allem für Bibelgeschichten.
Nach einem weiteren Umzug nach Prag vertiefte sich ihr kulturelles Interesse. Sie besuchte das Theater und begann selbst Dramen zu verfassen.
Bis zu ihrem 18. Lebensjahr beherrschte sie nur die deutsche Sprache. Erst nach ihrer Vermählung 1808 mit dem tschechischen Patrioten und Rechtsanwalt Jan Sudiprav Rettig (1774–1844) wurde sie von ihm in der tschechischen Sprache unterrichtet. Er führte sie auch in die Kreise der tschechischen Nationalbewegung ein. Sie lebten in Leitomischl und sie organisierte dort für die Bewegung Gesellschaftsabende und kulturelle Veranstaltungen. Im Gegensatz zu anderen Frauen versuchte sie nicht, die Emanzipation durchzusetzen, sondern brachte den jungen Mädchen hauswirtschaftliche Fertigkeiten bei.
Der letzte Abschnitt ihres Lebens ist durch einen Unfall gekennzeichnet. Sie brach sich die Hand und konnte sie nicht mehr verwenden. Ein schweres Los für eine Frau, die ihrem Mann ergeben war, den Haushalt führte und gerne kochte. Ein Jahr nach dem Tod ihres Mannes starb auch sie. Ihre gemeinsame Tochter war die Koloratursopranistin Henriette Rettich (1813–1854).
Im Jahre 2010 wurde sie in Tschechien mit der Herausgabe einer ihr gewidmeten Briefmarke gewürdigt.

## Werke
- Domácí kuchařka. 2. Auflage. Ikar, Praha 2004, ISBN 80-249-0399-7 (tschechisch).
- Feldblümchen. Ein Geschenk für die Jugend / Chudobičky. Dárek autlé mládeži w českém i německém jazyku. 2. Auflage. Johann H. Pospissil, Königgräz 1847.

Das bekannteste ihrer Werke ist das 1826 erschienene Kochbuch Domácí kuchařka (Die Hausköchin), das sich über einhundert Jahre in Böhmen sehr gut verkaufte. Bekannt und verewigt wurde sie im Schauspiel vom Alois Jirásek: M. D. Rettigová. Daneben schrieb sie, meist in Deutsch, Liebesgeschichten, naive Poesie, Theaterstücke und ein Konversationshandbuch.

## In deutscher Sprache publiziert
- Magdaléna Dobromila Rettigová, Georg J. Morava (Redakteur), Mikoláš Aleš (Illustrator): Altböhmische Kochkunst. Das Beste aus dem kulinarischen Gesamtwerk der Magdaléna Dobromila Rettigová. Edition Loewenzahn, Innsbruck 2006, ISBN 3-7066-2356-0.